# Loài bản địa

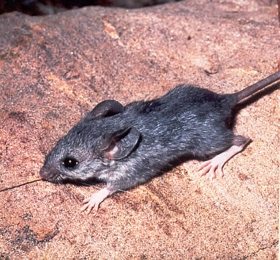
Chuột Cactus (Peromyscus eremicus) là một loài bản địa của đảo Cedros ở Tây Ban Nha

Trong địa lý sinh học, loài bản địa hay giống địa phương là một loài có nguồn gốc địa phương trong một khu vực hoặc hệ sinh thái nhất định và sự tồn tại của loài này ở đó là kết quả của quá trình tiến hóa tự nhiên chứ không có sự can thiệp của con người. Mọi sinh vật tự nhiên (trái ngược với một sinh vật được thuần hóa) có phạm vi tự nhiên riêng của mình, trong lãnh địa đó, nó được coi là bản địa. Bên ngoài phạm vi bản địa này, một loài có thể được du nhập bởi hoạt động của con người nó sau đó được gọi là một loài du nhập trong các khu vực mà nó được đưa vào.
Cây bản địa là là những loài cây có phân bố tự nhiên tại địa phương, nó còn là những loài cây được quy hóa trong nội bộ một quốc gia. Thậm chí có lúc còn được hiểu bao gồm cả những loài cây nhập nội nhưng đã sống lâu đời, đã thích nghi và hòa nhập vào các hệ sinh thái tự nhiên và nhân văn tại chỗ. Một loài cây bản địa không nhất thiết phải là loài đặc hữu. Trong sinh học và sinh thái học, phương tiện đặc hữu độc quyền nguồn gốc từ các sinh vật của một địa điểm cụ thể. Một loài cây bản địa có thể xảy ra trong các khu vực khác hơn. Thuật ngữ loài đặc hữu và loài bản địa không có nghĩa là một sinh vật nhất thiết phải có nguồn gốc hoặc phát triển ở nơi nó được tìm thấy.
Về mặt tự nhiên, sự phân bố của các loài sinh vật (động vật, thực vật) phụ thuộc vào phân bố địa lý của nhiều loài và được giới hạn bởi các hàng rào tự nhiên do chính các yếu tố môi trường và khí hậu. Các đại dương, sa mạc, đỉnh núi, và những dòng sông đều là những hàng rào ngăn cản sự di chuyển phát tán của các loài. Do sự cách ly địa lý, quá trình tiến hóa được phân ly theo nhiều hướng khác nhau tại các vùng của Trái Đất. Các hòn đảo, những nơi cư trú biệt lập cách ly hoàn toàn có xu hướng phát triển các loài đặc hữu.